# Чубарян, Гукас Григорьевич

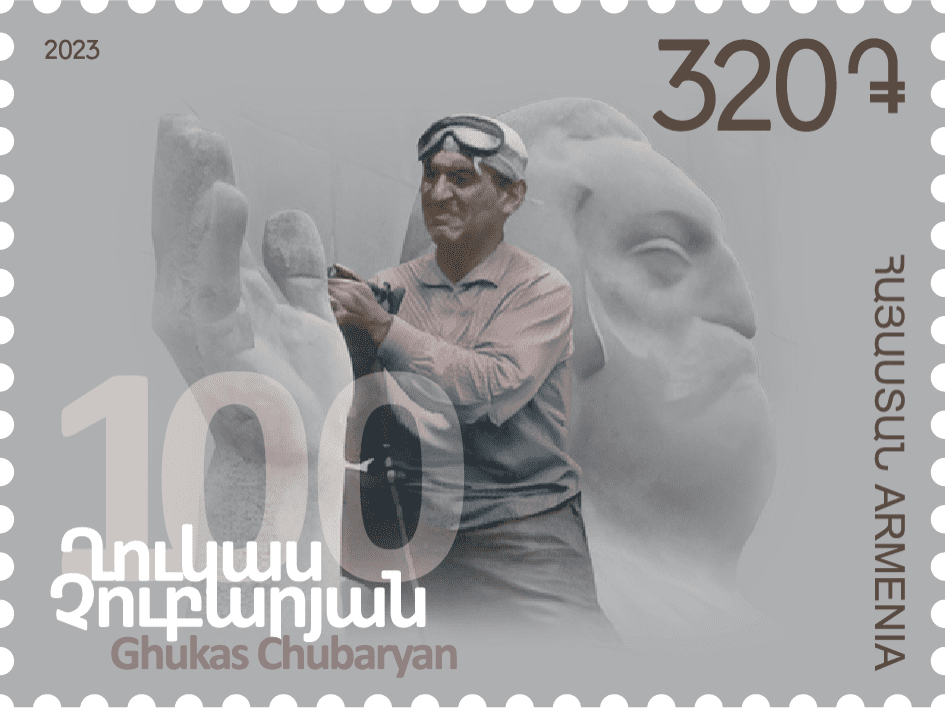
100 лет со дня рождения Г. Г. Чубаряна. Почта Армении, 2023

Гукас Григорьевич Чубарян (16 июня 1923, Эривань — 23 марта 2009, Ереван) — советский и армянский скульптор, академик Академии художеств СССР и Российской академии художеств (1988). Народный художник Армянской ССР (1972).

## Биография

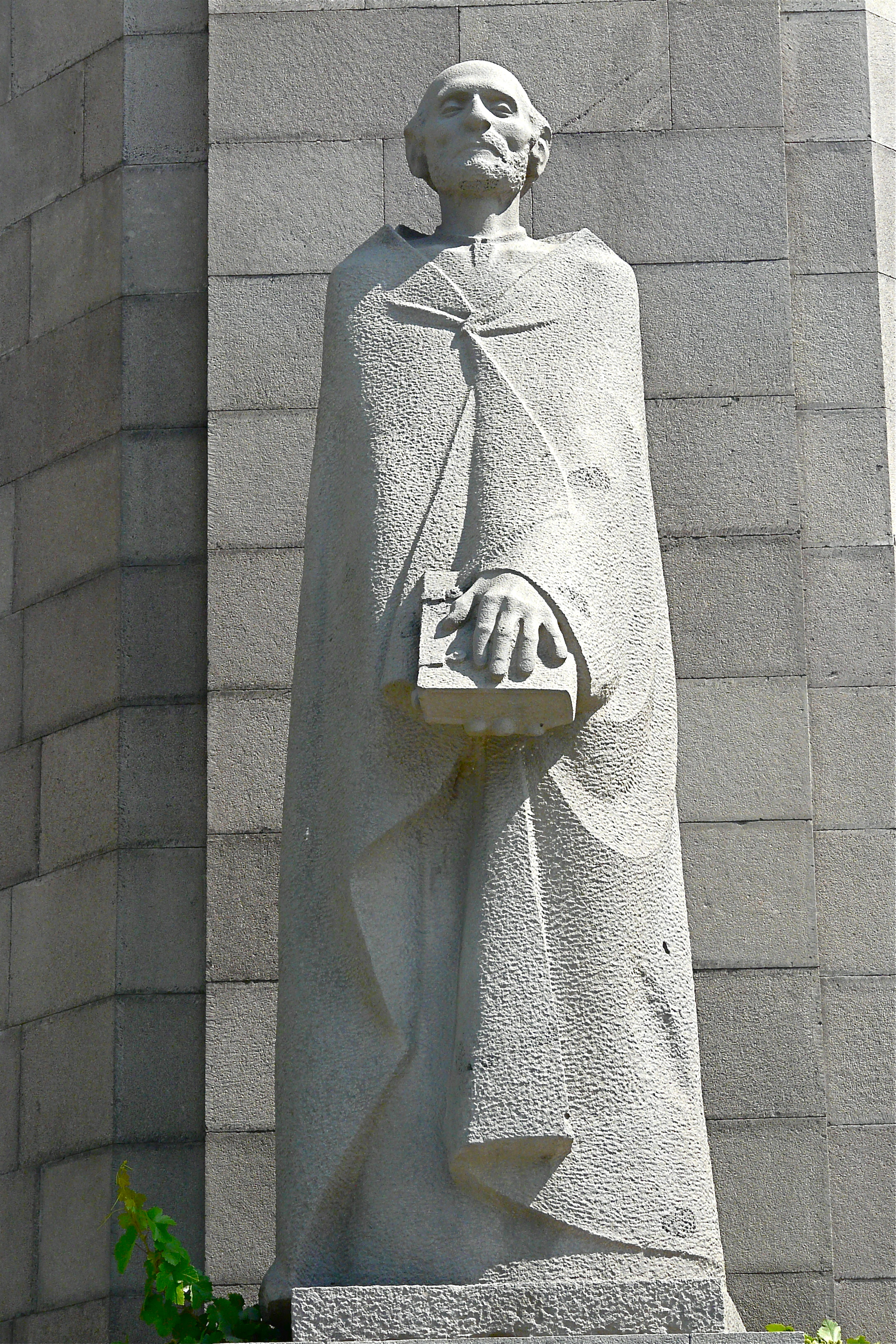
Памятник Мхитару Гошу перед входом в Матенадаран, Ереван

Родился 16 июня 1923 года в Ереване.
В 1942 году — окончил Ереванское художественное училище.
В 1950 году — окончил Ереванский государственный художественно-театральный институт, класс А. М. Сарксяна.
С 1950 по 1955 годы — преподавал в Ереванском государственном художественно-театральном институте.
С 1968 по 1983 годы — заведующий кафедрой рисунка Ереванского педагогического института имени Х. Абовяна.
В 1970 году — избран членом-корреспондентом, в 1988 году — академиком Академии художеств СССР и после распада СССР — Гукас Григорьевич Российской академии художеств.
В 1972 году присвоено звание Народный художник Армянской ССР.
В 1978 году — присвоено учёное звание профессора.
Гукас Григорьевич Чубарян умер 23 марта 2009 года в Ереване.

## Творчество
Гукас Чубарян занимался монументальной, станковой, монументально-декоративной пластикой. Автор ряда памятников:
- Е. Чаренцу в Ереване (1956), О. Иоаннесяну в Эчмиадзине, О. Туманяну в Ереване и Дсеге (1969), памятник Славы павшим героям в селе Ваагн (1969), памятник Месропу Маштоцу (1961), Мхитару Гошу (1972) у здания Матенадарана в Ереване, памятник Александру Спендиаряну у здания Национального академического театра оперы и балета им. Спендиаряна в Ереване
- скульптурных портретов: медеплавильщиков А. Агваняна и С. Арзуманяна (1956), инженера Аствацатряна (1958), «Рыцарь» (Голова сварщика, 1962), «Мать» (1965),  Комитаса (1972 и 1976), художника Г. Вардаряна (1974), «Доктор физико-математических наук Ю. Оганесян» (1978), академика Мазманяна (1979), академика И.М. Франка (1982), академика Н.Н. Боголюбова (1987), художника М.С. Сарьяна (1981), скульптора Л. Ланкинена (1987), академика И.А. Орбели (1987, вестибюль здания АН Армении); а также скульптуры «Художник-миниатюрист XII века Торос Рослин» (1966), «Астроном-математик VII века Ананий Ширакаци» (1972). Композиции: «Материнство» (1968), «Солнце, воздух и вода» (1973), «Косарь» (1984), «Да святится имя Твоё» («Солдат вернулся», 1987).

## Награды
- Орден Трудового Красного Знамени.
- Орден «Знак Почёта» (27 июня 1956)[1].
- Медаль Мовсеса Хоренаци (2003).
- Народный художник Армянской ССР (1972).
- Премия фестиваля молодёжи и студентов Армении (1957)
- Серебряная медаль ЦК ЛКСМ Армении (1957)
- Серебряная медаль АХ (1967) за портрет художника М.С. Сарьяна